# شاهقلي كندي
شاهقلي كندي (بالفارسية: شاهقلی‌کندی) هي مستوطنة تقع في قسم تشاراويماق المركزي في إيران. يقدر عدد سكانها بـ 161 نسمة .